# Вилинген (Упланд)
Вилинген (њем. Willingen) општина је у њемачкој савезној држави Хесен. Једно је од 22 општинска средишта округа Валдек-Франкенберг. Према процјени из 2010. у општини је живјело 6.474 становника. Посједује регионалну шифру (AGS) 6635022.

## Географски и демографски подаци
Вилинген се налази у савезној држави Хесен у округу Валдек-Франкенберг. Општина се налази на надморској висини од 584 метра. Површина општине износи 80,2 km². У самом мјесту је, према процјени из 2010. године, живјело 6.474 становника. Просјечна густина становништва износи 81 становника/km².